# Michele Carafa
Michele Enrico Francesco Vincenzo Aloisio Paolo Carafa de Colobrano (ur. 17 września 1787 w Neapolu, zm. 26 lipca 1872 w Paryżu) – włoski kompozytor.

## Życiorys
Był synem księcia Colobrano, diuka Alvito. Ukończył konserwatorium w Neapolu, następnie uczył się w Paryżu u Luigiego Cherubiniego (kompozycja) i Friedricha Kalkbrennera (fortepian). Był oficerem sztabowym w armii Joachima Murata, uczestniczył w wyprawie Napoleona na Rosję. Po bitwie pod Waterloo porzucił służbę wojskową i poświęcił się muzyce. W 1827 roku osiadł w Paryżu. W 1837 roku został wybrany na członka Académie des beaux-arts. Od 1840 roku wykładał kompozycję w Konserwatorium Paryskim. 5 maja 1847 został odznaczony krzyżem oficerskim Legii Honorowej.
Skomponował opery Gabriella di Vergy (wyst. Neapol 1816), Ifigenia in Tauride (wyst. Neapol 1817), Berenice in Siria (wyst. Neapol 1818), Elisabetta in Derbyshire (wyst. Wenecja 1818), Jeanne d’Arc (wyst. Paryż 1821), Le Solitaire (wyst. Paryż 1822), Le Valet de chambre (wyst. Paryż 1823), L’Auberge supposée (wyst. Paryż 1824), Sangarido (wyst. Paryż 1827), Masaniello (wyst. Paryż 1827), La Violette (wyst. Paryż 1828), Jenny (wyst. Paryż 1829), Le Livre de l’ermite (wyst. Paryż 1831), La Prison d’Edimbourg (wyst. Paryż 1833), Une Journée de la Fronde (wyst. Paryż 1833), La Grande Duchesse (wyst. Paryż 1835), Thérèse (wyst. Paryż 1838), ponadto był autorem kantat, baletów i utworów religijnych.